# Ттуджур (Арагацотнская область)
Ттуджур (арм. Թթուջուր) — село в Арагацотнской области Армении.

## География
Село расположено в северо-восточной части марза, к востоку от реки Касах, на расстоянии 37 километров к северу от города Аштарак, административного центра области. Абсолютная высота — 1910 метров над уровнем моря.
Климат
Климат характеризуется как умеренно холодный, влажный (Dfb в классификации климатов Кёппена). Среднегодовая температура воздуха составляет 5,1 °C. Средняя температура самого холодного месяца (января) составляет −6,5 °С, самого жаркого месяца (августа) — 16,1 °С. Расчётная многолетняя норма атмосферных осадков — 524 мм. Наибольшее количество осадков выпадает в мае (93 мм).

## История
Прежнее название села — Имрлу.
19 апреля 1950 года село Имрлу Апаранского района Армянской ССР было переименовано в Ттуджур.

## Население
| Год переписи | Население          | Население          | Население          | Население            | Население            | Население            |
| Год переписи | Наличное население | Наличное население | Наличное население | Постоянное население | Постоянное население | Постоянное население |
| Год переписи | Всего              | Мужчины            | Женщины            | Всего                | Мужчины              | Женщины              |
| ------------ | ------------------ | ------------------ | ------------------ | -------------------- | -------------------- | -------------------- |
| 2001         | 366                | 193                | 173                | 356                  | 187                  | 169                  |
| 2011         | 294                | 152                | 142                | 310                  | 163                  | 147                  |

| Год  | Численность | Численность |
| ---- | ----------- | ----------- |
| 1831 | 146         | [ 9 ]       |
| 1873 | 380         | [ 9 ]       |
| 1926 | 632         | [ 9 ]       |
| 1939 | 661         | [ 9 ]       |
| 1959 | 419         | [ 9 ]       |
| 1970 | 436         | [ 9 ]       |
| 1979 | 337         | [ 9 ]       |
| 1989 | 343         | [ 10 ]      |
| 2001 | 356         | [ 9 ]       |
| 2004 | 324         | [ 9 ]       |
| 2011 | 310         | [ 11 ]      |